# Brittiska F3-mästerskapet 2013
Brittiska F3-mästerskapet 2013 var ett race som var den sextiotredje säsongen av det brittiska F3-mästerskapet.

## Resultat
| Omgång | Omgång | Bana                         | Datum        | Pole Position       | Snabbaste varv   | Vinnande förare     | Vinnande team             | Nationell vinnare |
| ------ | ------ | ---------------------------- | ------------ | ------------------- | ---------------- | ------------------- | ------------------------- | ----------------- |
| 1      | R1     | Silverstone Circuit          | 25 maj       | John Bryant-Meisner | Nicholas Latifi  | John Bryant-Meisner | Performance Racing Europe | Ed Jones          |
| 1      | R2     | Silverstone Circuit          | 26 maj       |                     | William Buller   | Antonio Giovinazzi  | Double R Racing           | Ed Jones          |
| 1      | R3     | Silverstone Circuit          | 26 maj       | John Bryant-Meisner | William Buller   | John Bryant-Meisner | Performance Racing Europe | Ed Jones          |
| 2      | R1     | Circuit de Spa-Francorchamps | 26 juli      | Nicholas Latifi     | William Buller   | William Buller      | Fortec Motorsports        | Sun Zheng         |
| 2      | R2     | Circuit de Spa-Francorchamps | 26 juli      |                     | William Buller   | Jordan King         | Carlin                    | Sun Zheng         |
| 2      | R3     | Circuit de Spa-Francorchamps | 27 juli      | Nicholas Latifi     | Sean Gelael      | Antonio Giovinazzi  | Double R Racing           | Sun Zheng         |
| 3      | R1     | Brands Hatch                 | 10 augusti   | Jazeman Jaafar      | William Buller   | Jazeman Jaafar      | Carlin                    | Sun Zheng         |
| 3      | R2     | Brands Hatch                 | 11 augusti   |                     | William Buller   | Felipe Guimarães    | Fortec Motorsports        | Ed Jones          |
| 3      | R3     | Brands Hatch                 | 11 augusti   | Jazeman Jaafar      | Jordan King      | Jazeman Jaafar      | Carlin                    | Ed Jones          |
| 4      | R1     | Nürburgring                  | 21 september | Jordan King         | Jordan King      | Jordan King         | Carlin                    | Sun Zheng         |
| 4      | R2     | Nürburgring                  | 21 september |                     | Felipe Guimarães | Felipe Guimarães    | Fortec Motorsports        | Chris Vlok        |
| 4      | R3     | Nürburgring                  | 22 september | Jordan King         | William Buller   | Jordan King         | Carlin                    | Sun Zheng         |